# ورد خنجري
ورد خنجري (الاسم العلمي:Rosa sicula) هو نوع من النباتات يتبع جنس الورد من الفصيلة الوردية.